# Brand-Erbisdorf
Die Große Kreisstadt Brand-Erbisdorf ist eine Bergstadt im Landkreis Mittelsachsen in Sachsen.

## Geographie
Brand-Erbisdorf liegt im nordwestlichen Teil des Osterzgebirges zwischen den Tälern des Münzbaches und der Großen Striegis, beides Nebenflüsse der Freiberger Mulde, etwa 5 km südlich der Kreisstadt Freiberg. Die Umgebung ist durch den Bergbau und ehemalige Bergbauanlagen, wie zum Beispiel Abraumhalden und Kunstteiche, geprägt. Das Stadtzentrum liegt bei etwa 473 m ü. NN, der tiefste Punkt liegt im Tal der Großen Striegis bei etwa 390 m und der höchste Punkt bei 591 m ü. NN südlich von Langenau. Die Stadt grenzt im Norden an Freiberg, im Osten an Weißenborn, im Südosten an Lichtenberg, im Süden an Großhartmannsdorf, im Südwesten an Eppendorf und im Westen an Oederan.

## Stadtgliederung
Die Stadt gliedert sich folgendermaßen:
Hauptgebiet Brand-Erbisdorf
- die ehemals eigenständige Bergstadt Brand im Norden (Fläche: 1,31 km²)
- die ehemals eigenständige Gemeinde Erbisdorf im Süden mit den Gemeindeteilen Mönchenfrei, Niederfrei und Zugspitze (Fläche: 10,54 km²)

Zwei Ortschaften gemäß Sächsischer Gemeindeordnung mit den Stadtteilen
- St. Michaelis mit Linda und Himmelsfürst
- Langenau mit Gränitz und Oberreichenbach

## Geschichte

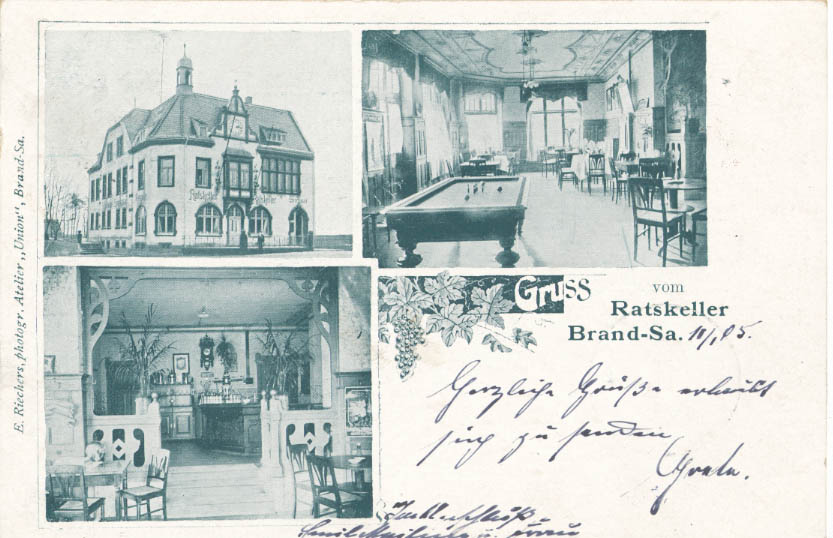
Ansicht des Rathauses 1905

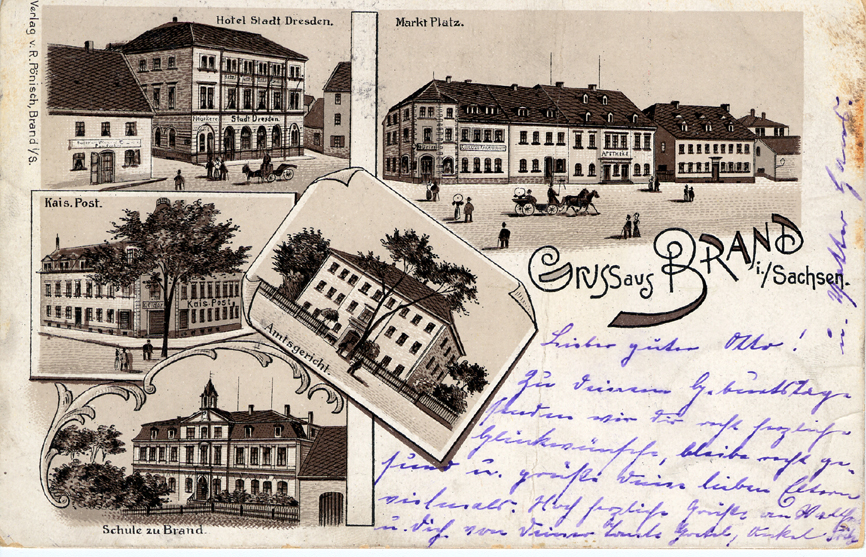
Historische Kunstpostkarte

Die Ersterwähnung des Dorfes Erbisdorf als Erlwinesberc datiert vom Jahre 1209. Es ist anzunehmen, dass das Dorf im Zuge der Rodungen und Besiedlungen in der Mitte des 12. Jahrhunderts entstand. Der Name nach dem Personennamen Erlwin stammt wahrscheinlich aus dem Harzer Bergbaugebiet.
In der ersten Hälfte des 13. Jahrhunderts begann in Erbisdorf der Silberbergbau, der zum Freiberger Bergbaurevier als Brander Grubenfeld zählt. Auf dem benachbarten Berg Brand entstand eine bergmännische Streusiedlung, die Herzog Georg der Bärtige im Jahre 1515 zum Bergflecken erhob. 1620 erhielt Brand Marktrecht und 1834 Stadtrecht. Brand und Erbisdorf lagen bis 1856 im kursächsischen bzw. königlich-sächsischen Kreisamt Freiberg. 1856 wurde die Stadt Brand Sitz des Gerichtsamts Brand, zu dem auch Erbisdorf gehörte. Ab 1875 unterstanden beide Orte der Amtshauptmannschaft Freiberg. Mit der Eröffnung der Bahnstrecken Berthelsdorf–Großhartmannsdorf und Brand–Langenau erhielten beide Orte im Jahr 1890 Bahnanschluss.
Zu Beginn des 20. Jahrhunderts endete die lange Tradition des Silberbergbaus um Brand, wo ein Viertel der gesamten Silberausbeute Sachsens gewonnen wurde. Lediglich nach 1945 erfolgte in geringerem Umfang eine Wiederbelebung des Bergbaus, der aber um 1968 endgültig stillgelegt wurde. An Stelle des Bergbaus erfolgte nach 1900 verstärkt die Ansiedlung von Industriebetrieben, von denen die Erzgebirgische Holzindustrie und die Elite-Werke die bekanntesten waren.
Am 1. April 1912 kam es zur Zwangsvereinigung von Brand und Erbisdorf, da sich die Räte in jahrelangen Verhandlungen nicht zu einem freiwilligen Zusammenschluss einigen konnten. Grund dafür war vor allem die wirtschaftliche Entwicklung, denn die Stadtfluren von Brand, die praktisch nur die Stadtbebauung umfassten, waren im Süden und Osten von Erbisdorf begrenzt.
1952 wurde Brand-Erbisdorf Kreisstadt des Kreises Brand-Erbisdorf im Bezirk Chemnitz (1953 in Bezirk Karl-Marx-Stadt umbenannt). Dieser Status ging 1994 verloren, als der inzwischen sächsische Landkreis Brand-Erbisdorf aufgelöst und dem Landkreis Freiberg zugeordnet wurde. Seither ist die Stadt Große Kreisstadt. Sie hat etwa 10.000 Einwohner. Am 1. Oktober 1993 wurde St. Michaelis mit seinen Ortsteilen Himmelsfürst und Linda eingemeindet. Die Gemeinde Langenau mit ihren Ortsteilen Gränitz und Oberreichenbach wurde am 1. April 2002 eingemeindet. Seit 2008 gehört Brand-Erbisdorf dem Landkreis Mittelsachsen an.

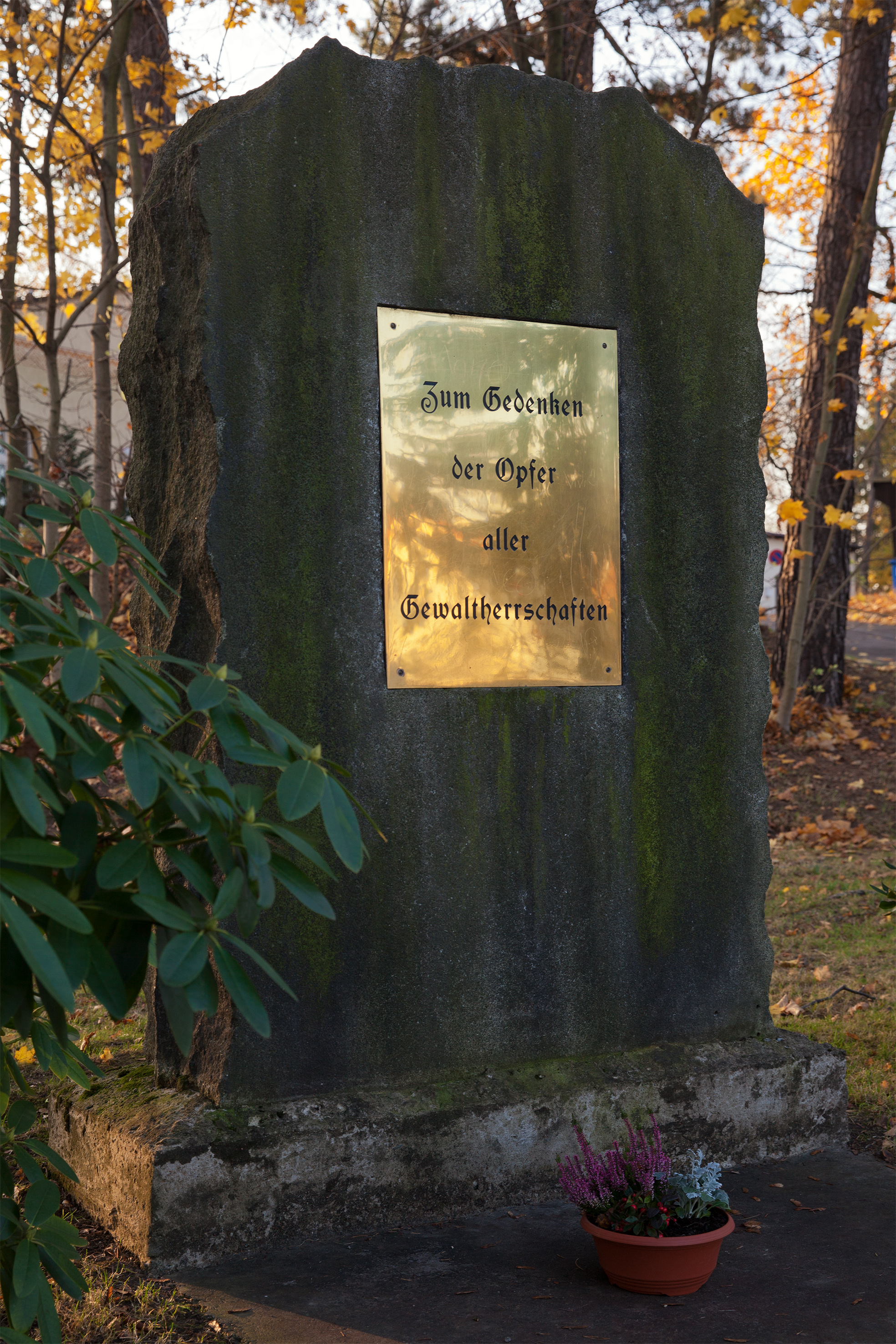
Zum Gedenken der Opfer aller Gewaltherrschaften

### Gedenkstätten
- Gedenkstein „Zum Gedenken der Opfer aller Gewaltherrschaften“ an der Sonnenwirbelhalde
- Grabstätten auf dem Ortsfriedhof am Kirchweg für antifaschistische Widerstandskämpfer

### Eingemeindungen
| Ehemalige Gemeinde                                   | Datum            | Anmerkung                                        |
| ---------------------------------------------------- | ---------------- | ------------------------------------------------ |
| Brand                                                | 1. April 1912    | Zusammenschluss mit Erbisdorf zu Brand-Erbisdorf |
| Erbisdorf                                            | 1. April 1912    | Zusammenschluss mit Brand zu Brand-Erbisdorf     |
| Gränitz                                              | 15. Januar 1970  | Eingemeindung nach Langenau                      |
| Gränitz, Gutsbezirk                                  | um 1922          | Eingemeindung nach Gränitz                       |
| Langenau                                             | 1. April 2002    |                                                  |
| Linda                                                | 1. Juli 1950     | Eingemeindung nach St. Michaelis                 |
| Linda, Gutsbezirk                                    | um 1922          | Eingemeindung nach Linda                         |
| Niederfrei mit Mönchenfrei, Gutsbezirk (Forstrevier) | 13. Oktober 1948 |                                                  |
| Niederlangenau                                       | 1. Juli 1905     | Zusammenschluss mit Oberlangenau zu Langenau     |
| Niederlangenau, Gutsbezirk                           | um 1922          | Eingemeindung nach Langenau                      |
| Oberlangenau                                         | 1. Juli 1905     | Zusammenschluss mit Niederlangenau zu Langenau   |
| Oberlangenau, Gutsbezirk                             | um 1922          | Eingemeindung nach Langenau                      |
| Oberreichenbach                                      | 1. Januar 1993   | Eingemeindung nach Langenau                      |
| St. Michaelis                                        | 1. Oktober 1993  | Eingemeindung nach Brand-Erbisdorf               |

### Einwohnerentwicklung
Folgende Einwohnerzahlen beziehen sich auf den 31. Dezember des jeweiligen Jahres, Gebietsstand 2010:
| 1982 bis 1989 - 1982 – 13.848 - 1983 – 14.010 - 1984 – 14.062 - 1985 – 14.014 - 1986 – 14.055 - 1987 – 13.971 - 1988 – 14.033 - 1989 – 13.825 | 1990 bis 1997 - 1990 – 13.405 - 1991 – 13.141 - 1992 – 13.239 - 1993 – 13.084 - 1994 – 13.073 - 1995 – 13.097 - 1996 – 13.182 - 1997 – 13.219 | 1998 bis 2005 - 1998 – 12.804 - 1999 – 12.587 - 2000 – 12.331 - 2001 – 12.050 - 2002 – 11.761 - 2003 – 11.521 - 2004 – 11.406 - 2005 – 11.213 | 2006 bis 2014 - 2006 – 11.087 - 2007 – 10.949 - 2008 – 10.836 - 2009 – 10.711 - 2010 – 10.544 - 2012 – 10.076 - 2013 – 09.932 - 2014 – 09.844 | 2015 und 2016 - 2015 – 09.785 - 2016 – 09.640 |

Quelle: Statistisches Landesamt des Freistaates Sachsen

## Politik

### Stadtrat
Aus der Hauptsatzung:
Der Stadtrat ist die Vertretung der Bürger der Großen Kreisstadt Brand-Erbisdorf und das Hauptorgan der Stadt. Der Stadtrat entscheidet über alle Angelegenheiten, die ihm durch das Gesetz zugewiesen sind und nicht zum Aufgabengebiet des Oberbürgermeisters gehören. Der Stadtrat überwacht die Ausführung seiner Beschlüsse und sorgt für die Beseitigung von Missständen in der Stadtverwaltung.
Der Stadtrat besteht aus 22 Stadträten und dem parteilosen Oberbürgermeister.
Bei der Stadtratswahl am 9. Juni 2024 wurden lediglich 18 Sitze vergeben, da teilweise die Listen der angetretenen Parteien erschöpft waren.
| Stadtrat ab 2024Insgesamt 18 Sitze - Linke: 1 - SPD: 1 - FW: 6 - BÜFBED: 3 - CDU: 7 | Liste                           | 2024   | 2024   | 2019   | 2019   | 2014   | 2014   |
| Stadtrat ab 2024Insgesamt 18 Sitze - Linke: 1 - SPD: 1 - FW: 6 - BÜFBED: 3 - CDU: 7 | Liste                           | Sitze  | in %   | Sitze  | in %   | Sitze  | in %   |
| Stadtrat ab 2024Insgesamt 18 Sitze - Linke: 1 - SPD: 1 - FW: 6 - BÜFBED: 3 - CDU: 7 | CDU                             | 7      | 37,2   | 10     | 43,1   | 8      | 30,8   |
| Stadtrat ab 2024Insgesamt 18 Sitze - Linke: 1 - SPD: 1 - FW: 6 - BÜFBED: 3 - CDU: 7 | Freie Wähler                    | 6      | 33,0   | 6      | 24,3   | 5      | 21,5   |
| Stadtrat ab 2024Insgesamt 18 Sitze - Linke: 1 - SPD: 1 - FW: 6 - BÜFBED: 3 - CDU: 7 | Bürgerinnen für Brand-Erbisdorf | 3      | 15,6   | 3      | 14,8   | 2      | 9,5    |
| Stadtrat ab 2024Insgesamt 18 Sitze - Linke: 1 - SPD: 1 - FW: 6 - BÜFBED: 3 - CDU: 7 | Linke                           | 1      | 7,2    | 3      | 15,1   | 4      | 16,9   |
| Stadtrat ab 2024Insgesamt 18 Sitze - Linke: 1 - SPD: 1 - FW: 6 - BÜFBED: 3 - CDU: 7 | SPD                             | 1      | 7,1    | –      | 2,6    | –      | 3,2    |
| Stadtrat ab 2024Insgesamt 18 Sitze - Linke: 1 - SPD: 1 - FW: 6 - BÜFBED: 3 - CDU: 7 | UWG                             | –      | –      | –      | –      | 2      | 10,8   |
| Stadtrat ab 2024Insgesamt 18 Sitze - Linke: 1 - SPD: 1 - FW: 6 - BÜFBED: 3 - CDU: 7 | Haus/Grund                      | –      | –      | –      | –      | 1      | 3,8    |
| Stadtrat ab 2024Insgesamt 18 Sitze - Linke: 1 - SPD: 1 - FW: 6 - BÜFBED: 3 - CDU: 7 | FWV                             | –      | –      | –      | –      | –      | 3,7    |
| Stadtrat ab 2024Insgesamt 18 Sitze - Linke: 1 - SPD: 1 - FW: 6 - BÜFBED: 3 - CDU: 7 | Wahlbeteiligung                 | 62,3 % | 62,3 % | 55,7 % | 55,7 % | 41,7 % | 41,7 % |

### Oberbürgermeister
Am 4. Februar 2007 wurde der als Einzelbewerber angetretene stellvertretende Direktor des Chemnitzer Naturkundemuseums Martin Antonow mit 51,0 % der Wählerstimmen als Oberbürgermeister gewählt. Er trat am 27. Februar die Amtsnachfolge von Volker Zweig an. Am 28. Februar 2021 wurde Antonow mit 45,9 % für eine weitere Amtszeit gewählt.
| Wahl | Bürgermeister  | Vorschlag   | Wahlergebnis (in %) |
| ---- | -------------- | ----------- | ------------------- |
| 2021 | Martin Antonow | Dr. Antonow | 45,9                |
| 2014 | Martin Antonow | Dr. Antonow | 65,1                |
| 2007 | Martin Antonow | Dr. Antonow | 51,0                |

### Städtepartnerschaften
- Dillingen an der Donau, Bayern
- Jirkov (Görkau), Tschechien
- Langenau, Baden-Württemberg

Seit dem 1. November 2004 ist die Stadt Mitglied im Regionalmanagement Erzgebirge, einer Regionalinitiative des Erzgebirgskreises und weiterer zehn Kommunen des Erzgebirges.

## Sehenswürdigkeiten
- Ev.-Lutherische Stadtkirche: Im Kern stammt die Kirche aus der Zeit um 1300. Der Westturm entstand 1598. Die Pfarrkirche wurde nach einem Brand 1624 im gotischen Stil erneuert. Weitere innere wie äußere Umgestaltungen erfolgten 1836 (Saal, Turm) und 1930 (Chorraum). Die Kirche beherbergt unter anderem eine 1585 gefertigte, lebensgroße Bergmannsfigur und eine Oehme-Orgel aus dem Jahr 1774.
- „Bartholomäusschacht“: Die Bergbauschauanlage zeigt frühneuzeitliche Bergbau- und Fördertechnik.
- Museum Huthaus Einigkeit: Im „Huthaus Einigkeit“ befindet sich das Stadtmuseum, welches über die Stadt- und Montanhistorie von Brand-Erbisdorf informiert.
- Buttermilchtor: Das 1821 erbaute Buttermilchtor war Teil eines Kunstgrabensystems.

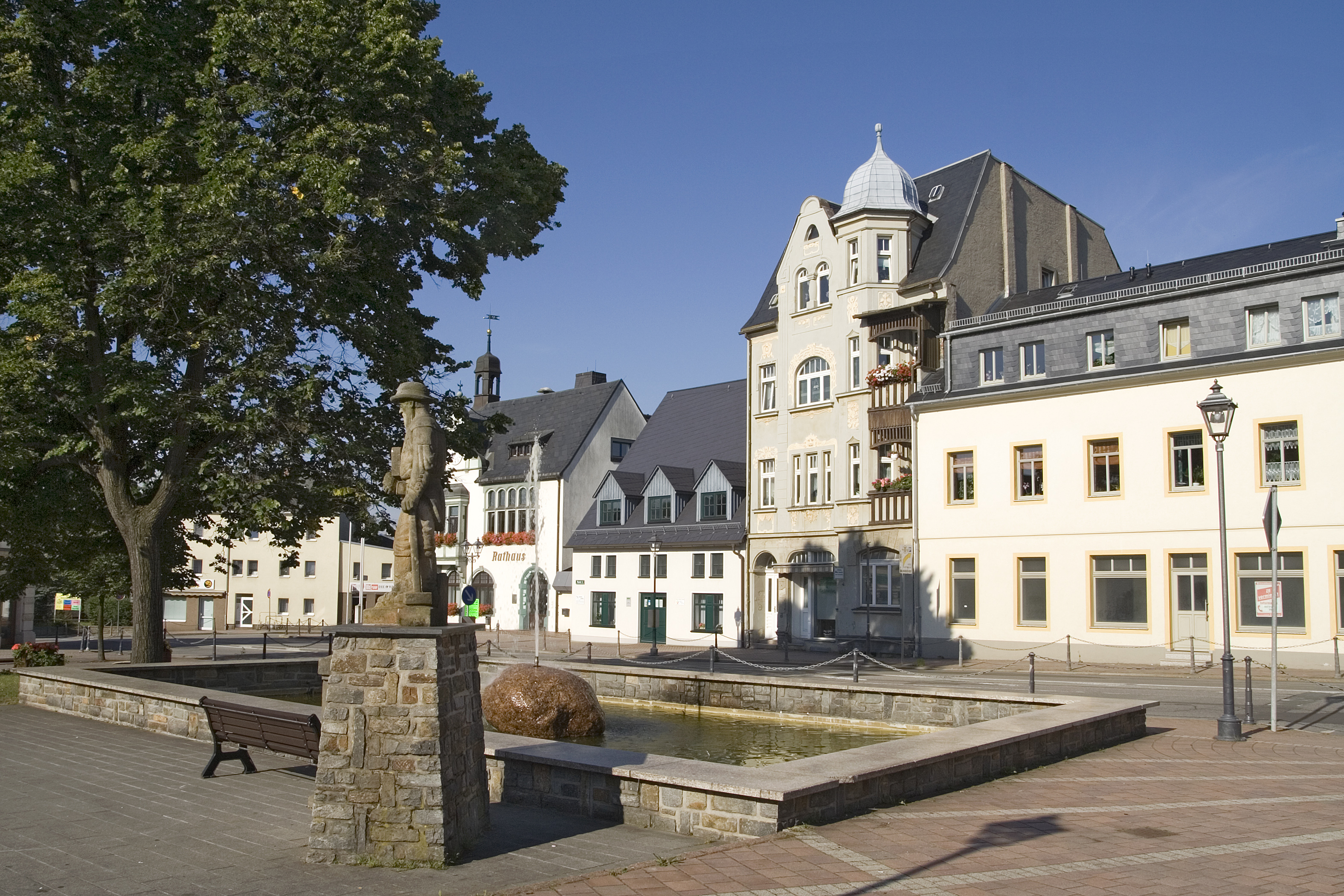
Zentrum
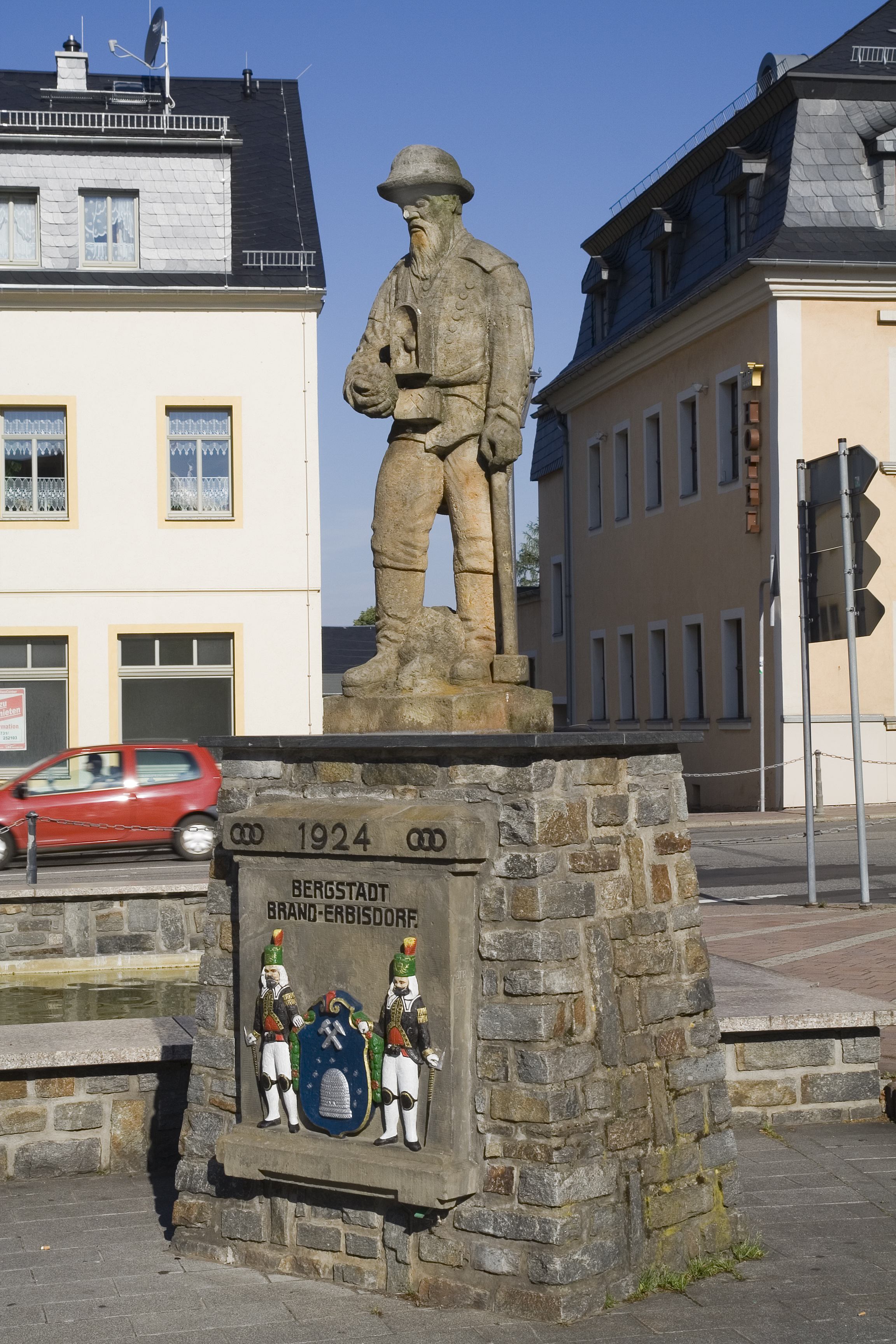
Zentrum, Detail
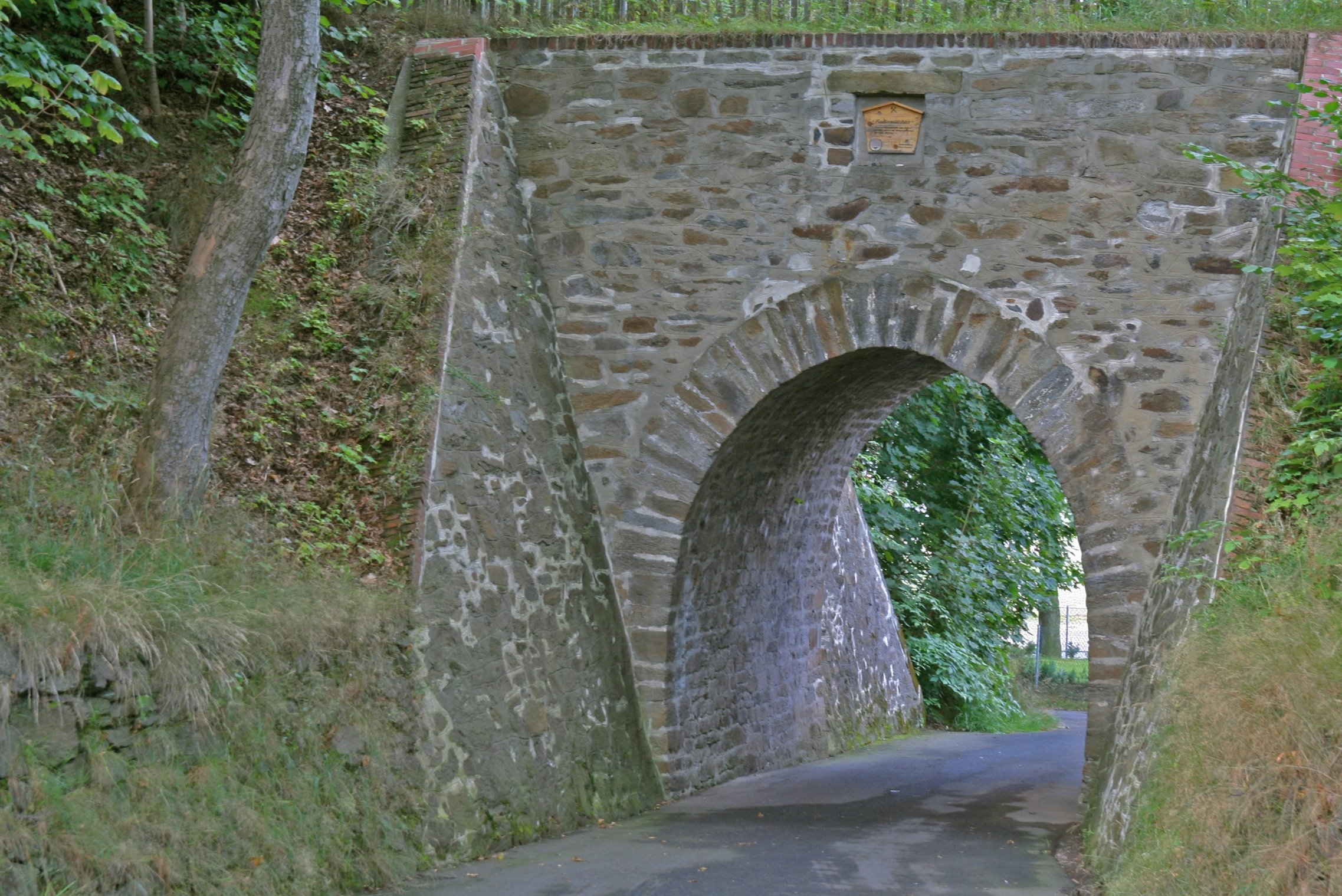
Buttermilchtor
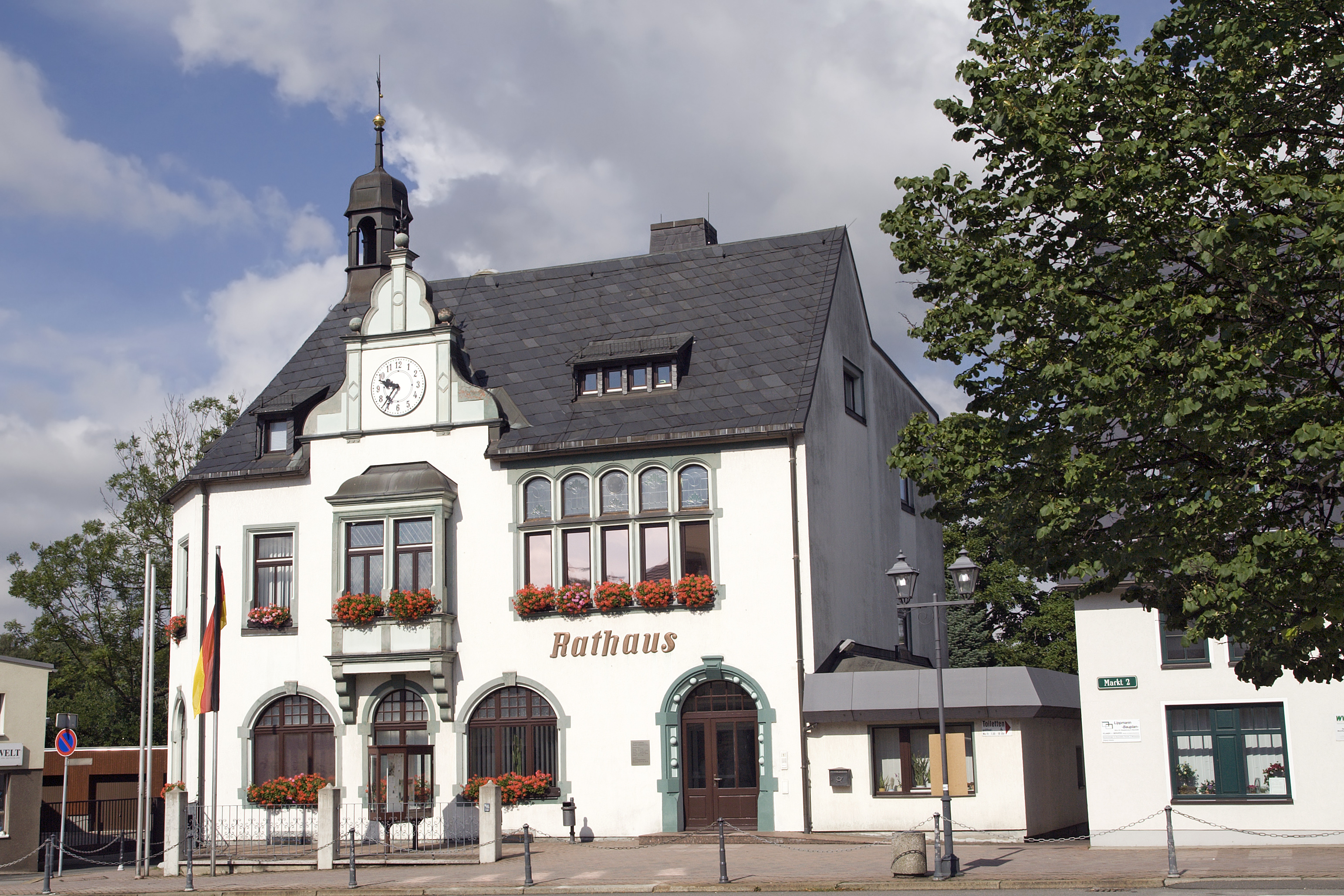
Rathaus
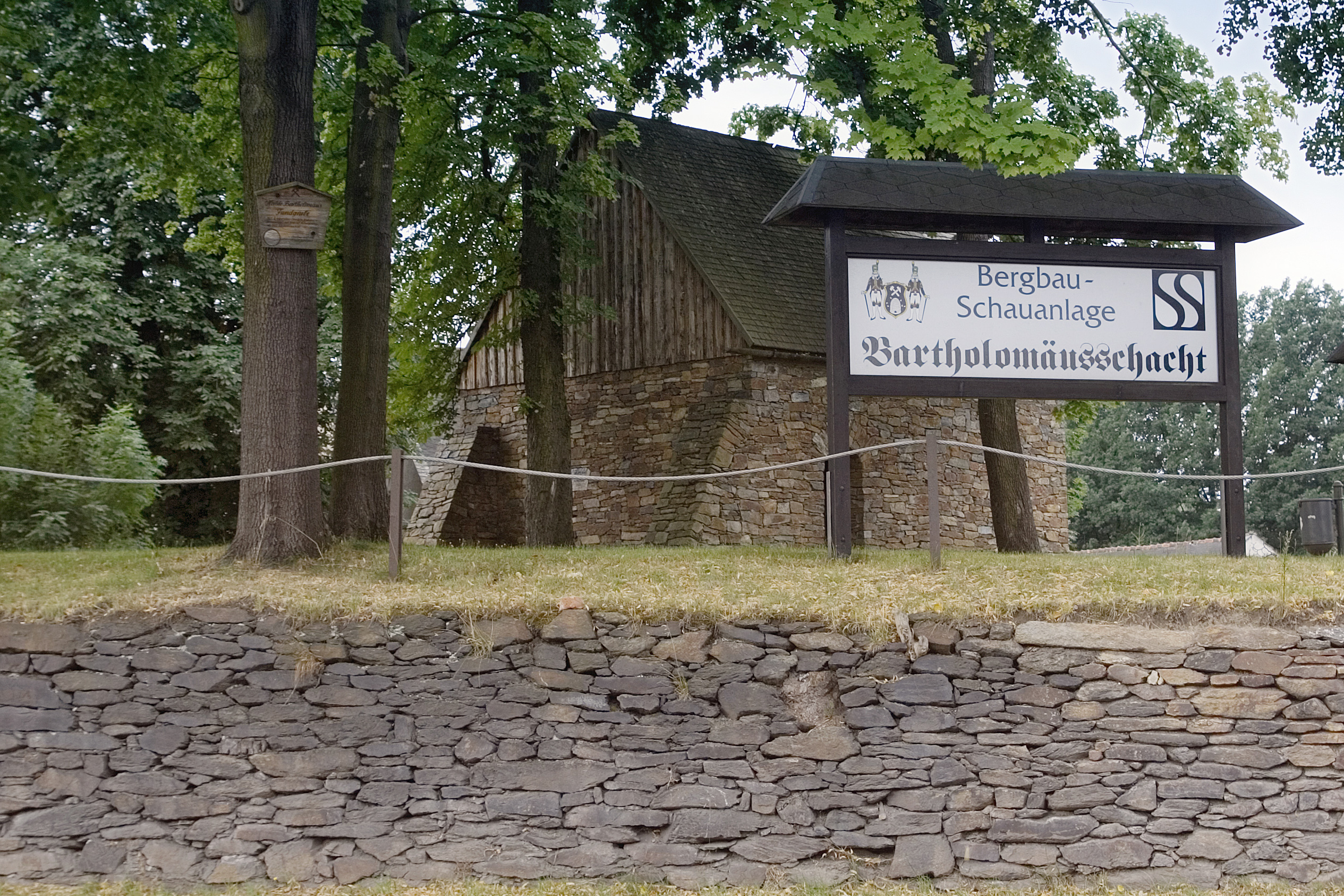
Bartholomäusschacht
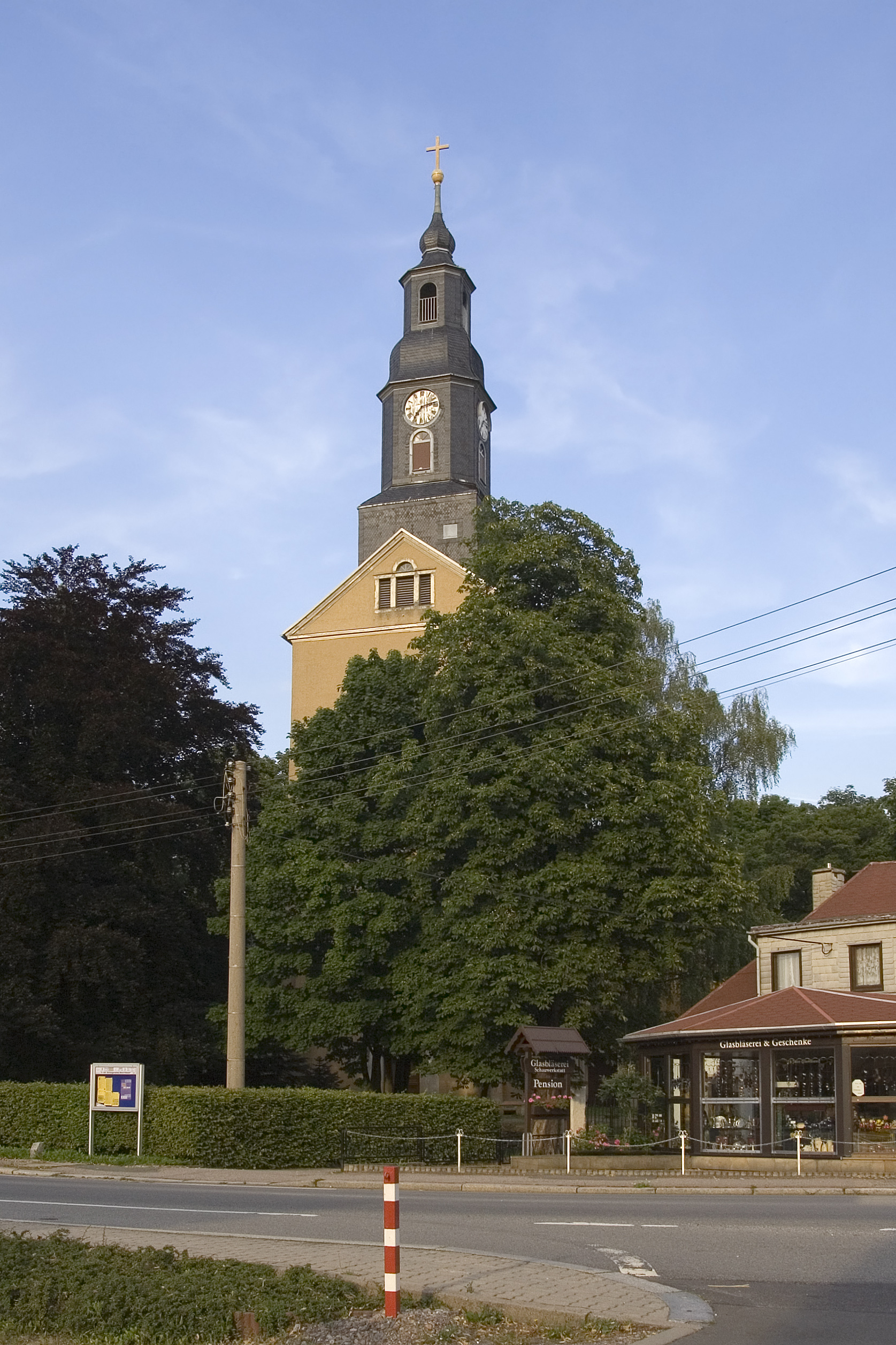
Kirche
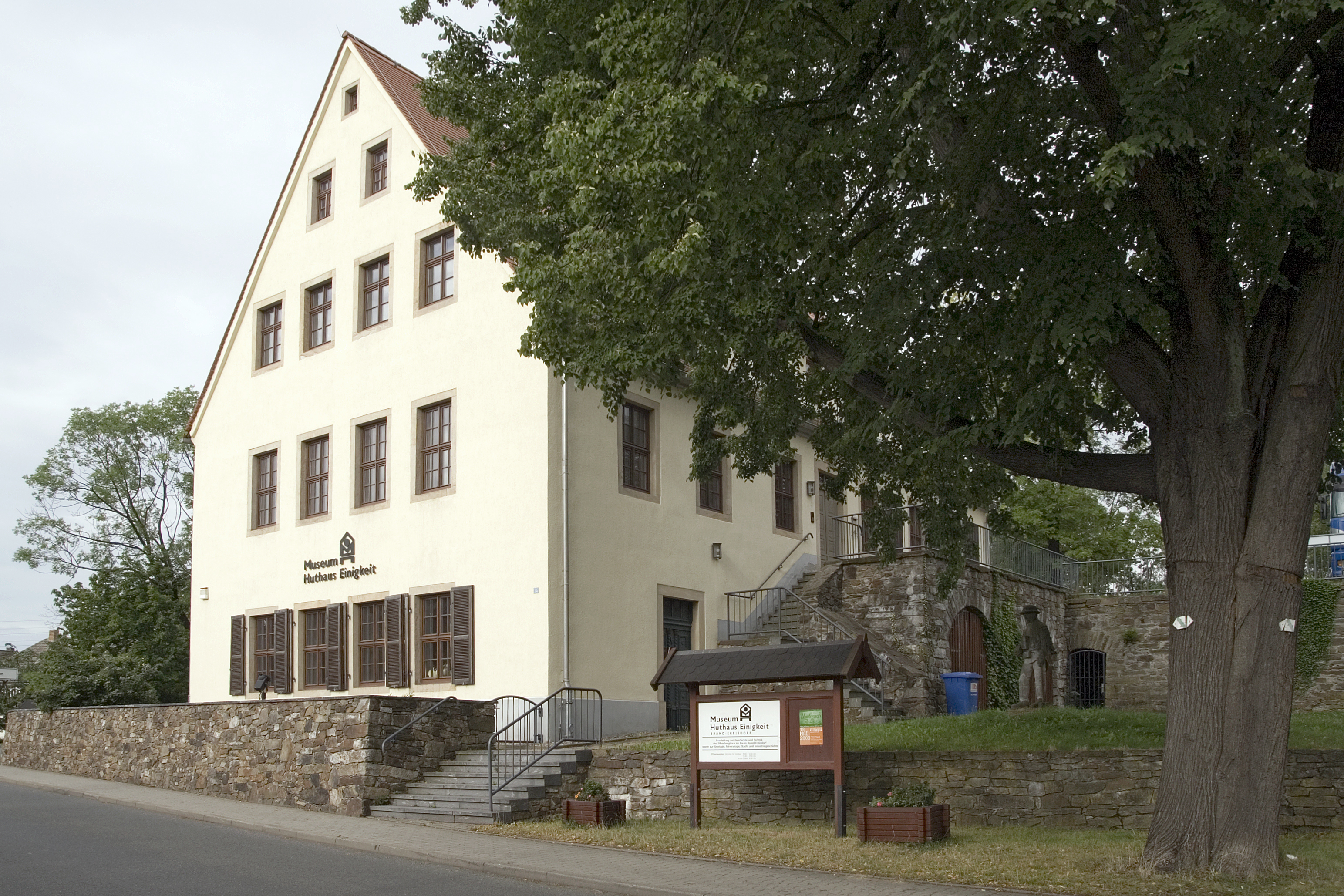
Museum „Huthaus Einigkeit“

## Wirtschaft und Infrastruktur

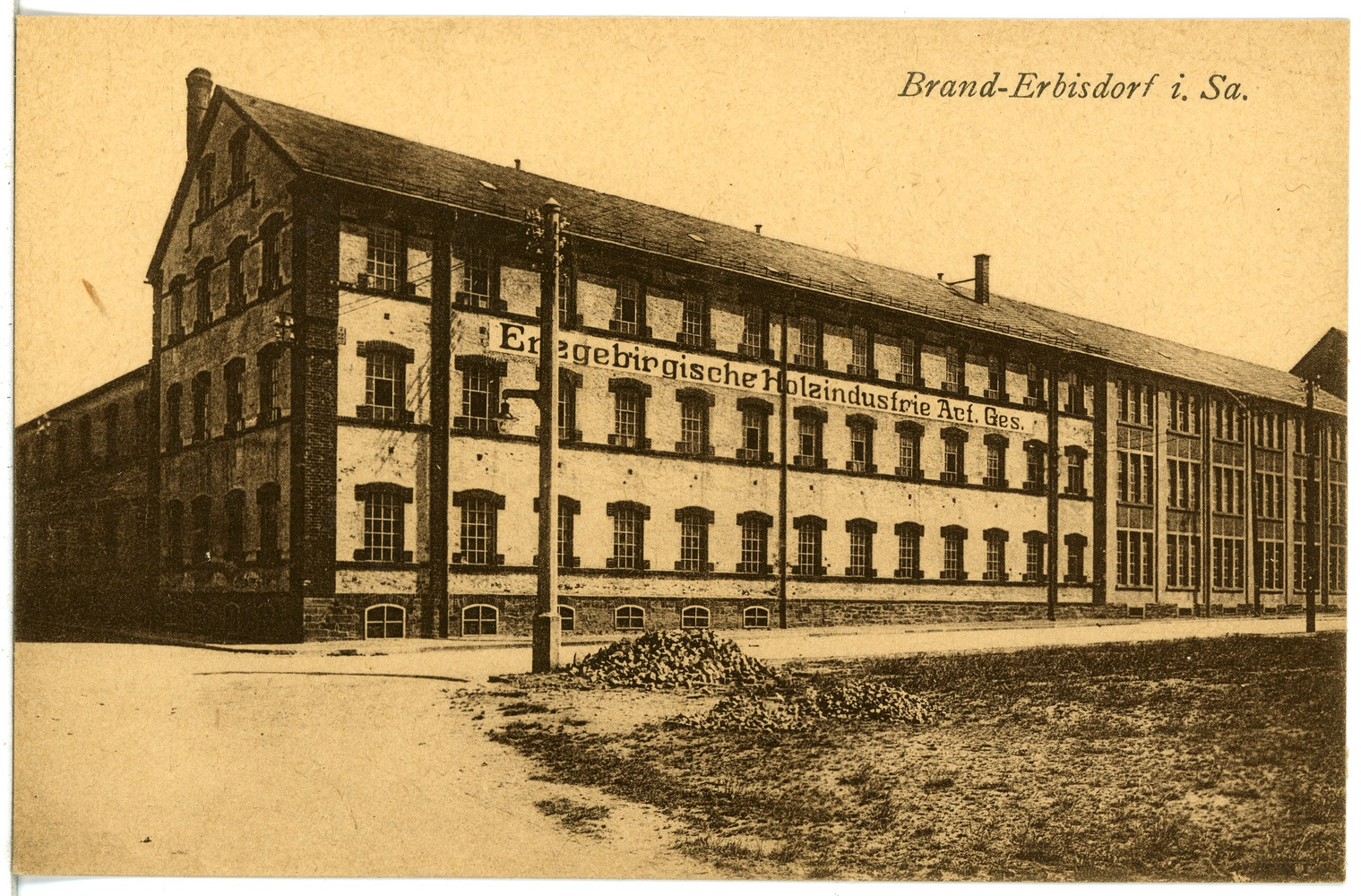
Erzgebirgische Holzindustrie-Fabrik (1921)

Die Stadt entwickelt den Tourismus, durch sie führt die Silberstraße. Östlich der Stadt am Rande des Freiwaldes liegt der Erzengler Teich, der als Freibad dient.
Außerdem:
- seit 1914 die Elite Motorenwerke, später Opel bzw. VEB und jetzt Industriepark
- bis 1994 wurde in Brand-Erbisdorf der „Hansa-Keks“ hergestellt
- NARVA – Leuchtmittelherstellung, Press- und Schmiedewerk,
- Ostdeutsche Zweigniederlassung der Unglehrt Baugesellschaft

### Verkehr
Durch die Stadt verläuft die Bundesstraße 101, über die man in nördlicher Richtung Freiberg (5 km) sowie in südlicher Richtung Annaberg-Buchholz (etwa 50 km) erreicht. Dresden (41 km) erreicht man über Freiberg (B 173) und Chemnitz über Oberschöna (B 173). Über die Bundesautobahn 4, Abfahrt Siebenlehn, erreicht man die Stadt in etwa einer halben Stunde.
Brand-Erbisdorf besitzt einen Güterbahnhof an der Nebenbahn von Berthelsdorf. Die 1890 eröffnete Strecke führte bis 1973 weiter nach Großhartmannsdorf. Die im Bahnhof Brand-Erbisdorf abzweigende Bahnstrecke nach Langenau wurde bis 1997 betrieben. An ihr besaß Brand-Erbisdorf noch einen Haltepunkt. Der Personenverkehr von Freiberg wurde 1998 endgültig eingestellt (Siehe auch: Bahnstrecke Berthelsdorf–Großhartmannsdorf, Bahnstrecke Brand-Erbisdorf–Langenau, Bahnhof Brand-Erbisdorf).

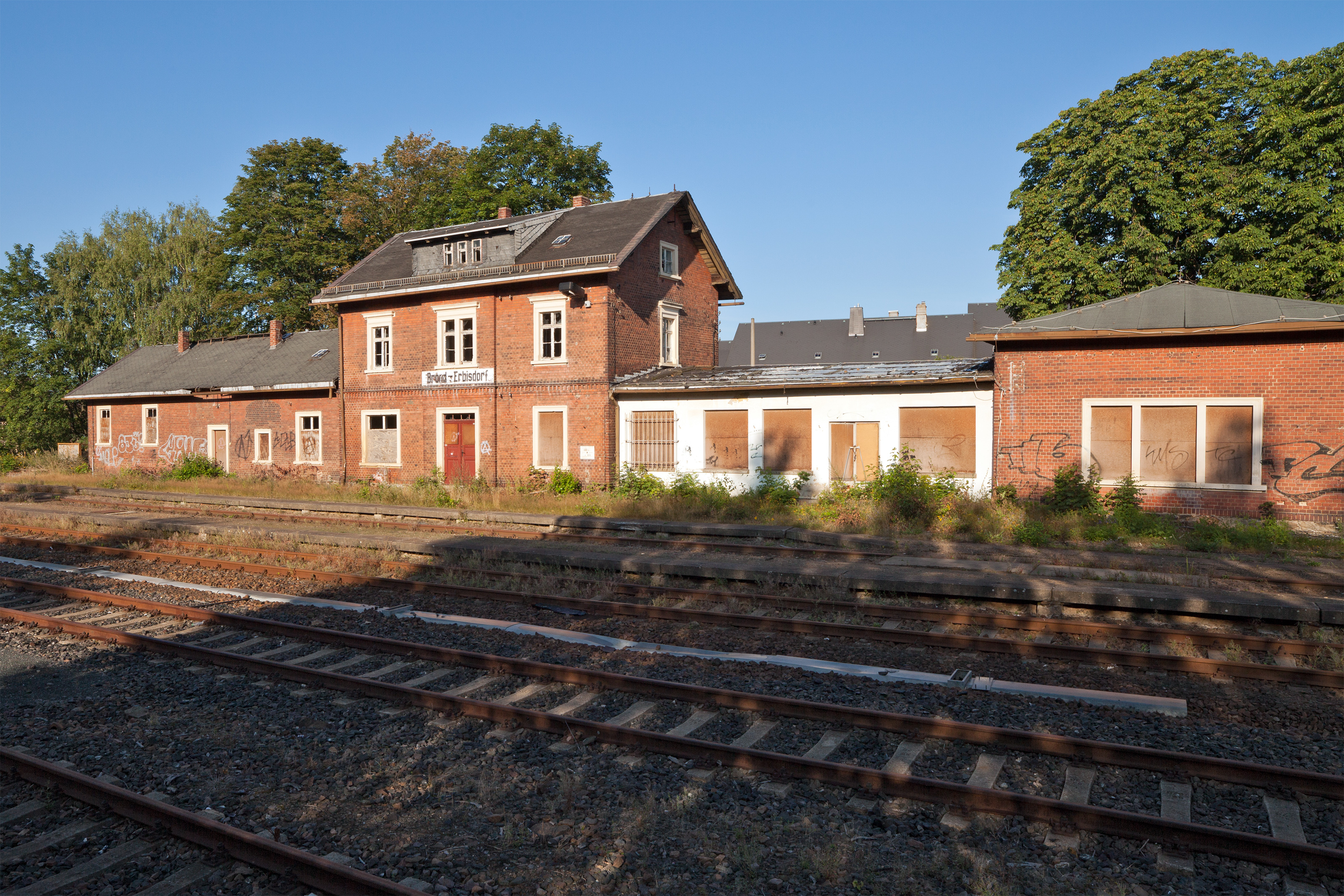
Bahnhof Brand-Erbisdorf (2012)
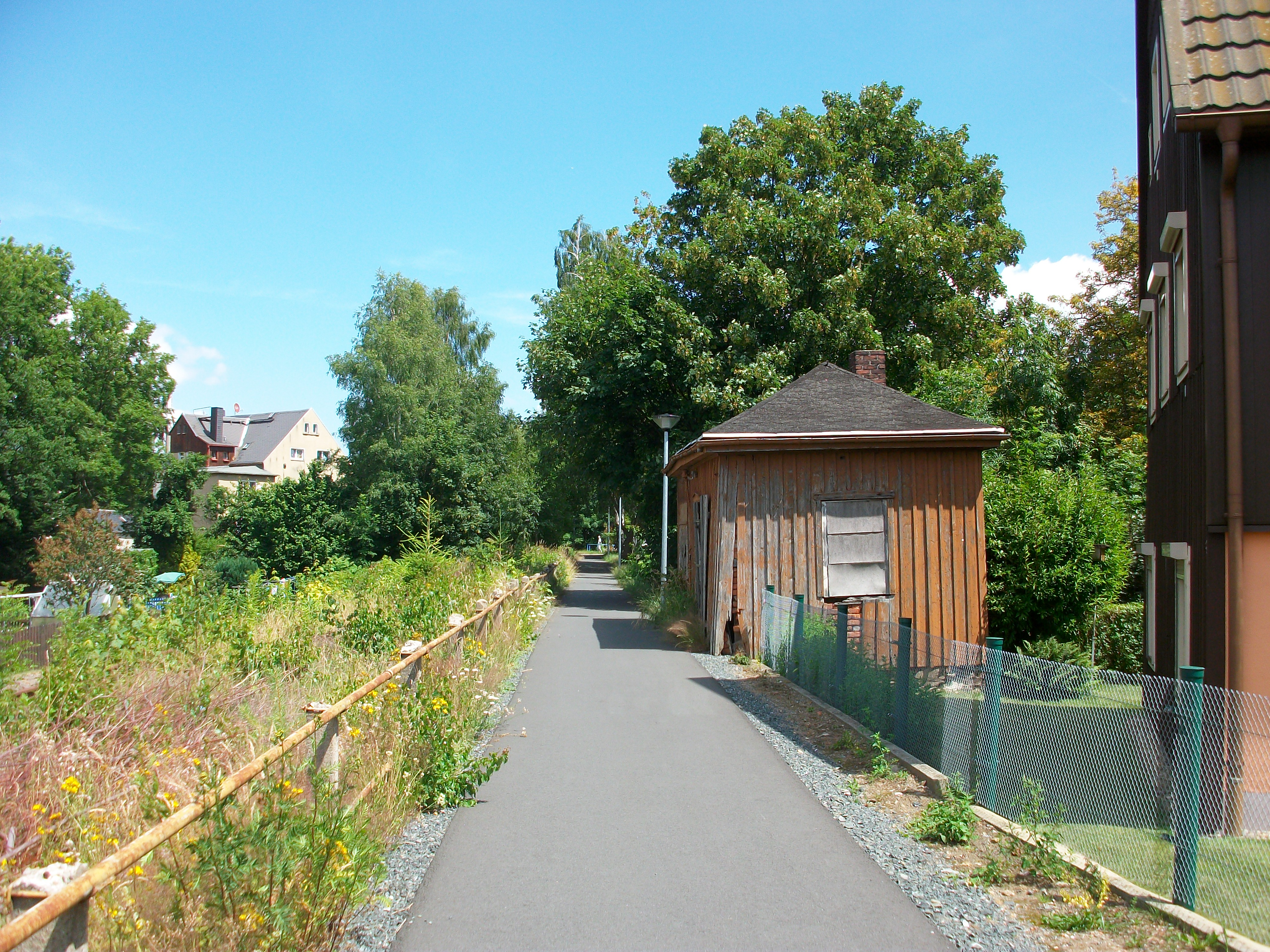
Brand-Erbisdorf Hp, Wartehalle (2016)

### Bildung
- Allgemeinbildende Schulen
  - Grundschule Brand-Erbisdorf
  - Oberschule Brand-Erbisdorf
  - Gymnasium Bernhard-von-Cotta

- Förderschulen

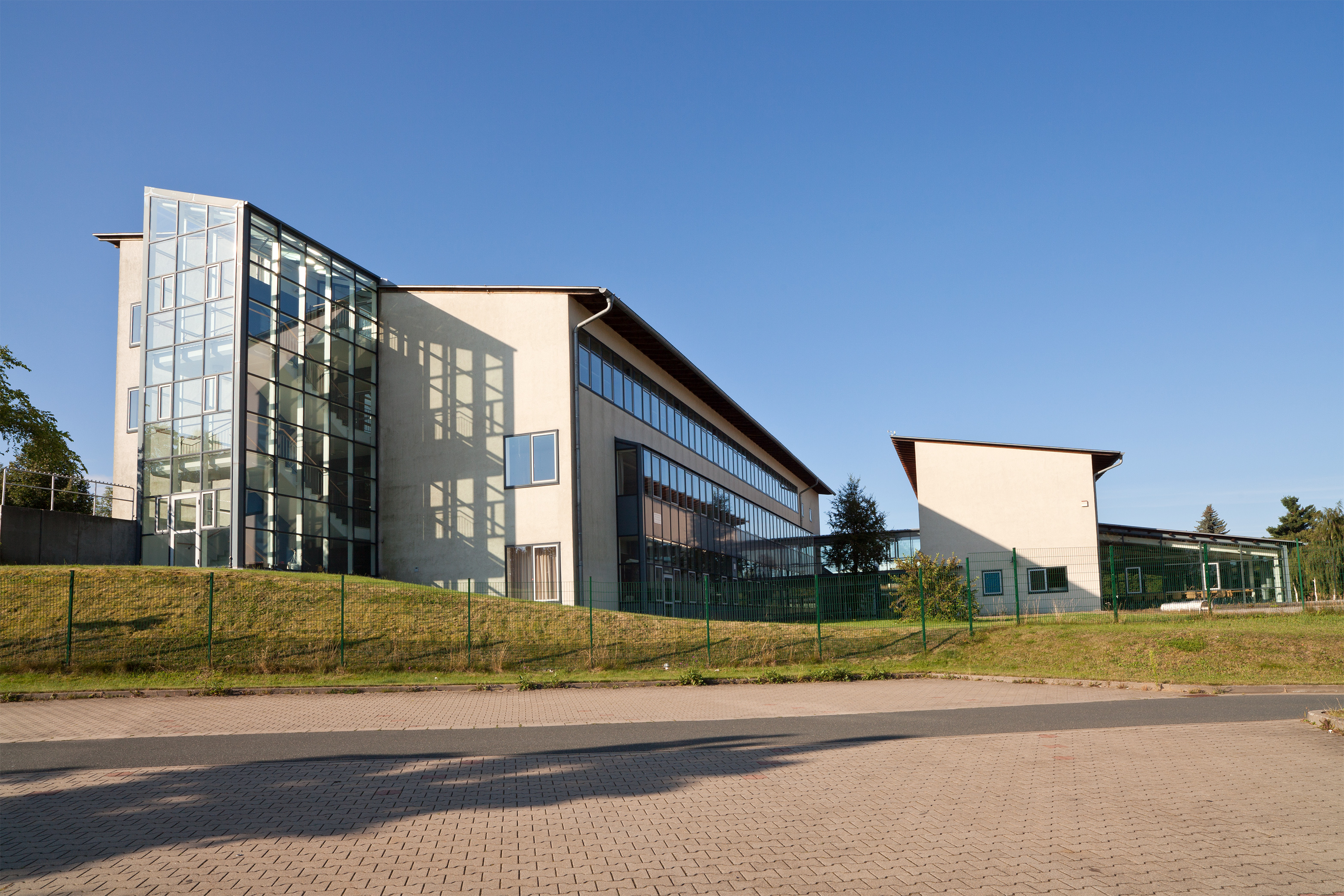
Bernhard-von-Cotta-Gymnasium

  - Förderschulzentrum „Clemens Winkler“ Brand-Erbisdorf
  - Sonderpädagogisches Zentrum Sonnenland

- Weitere Bildungseinrichtungen
  - PTZ Brand-Erbisdorf
  - Akademie für Wirtschaft und Verwaltung GmbH
  - Fort- und Berufsbildungsakademie GmbH
  - Berufsausbildungs-Förderverein
  - Ländliche Erwachsenenbildung im Freistaat Sachsen e. V.
  - Fachschule für Technik und Verkehr
  - Unterrichts-Studio Pirna
  - Bildungswerk Erzgebirgische Wirtschaft

## Bürgermeister (Auswahl)
- Walter Zwingenberger: von 1909 bis 1915
- Josef Stadler: 1945
- Harald Locher: bis 1991[16]
- Peter Fritsch: von 1991 bis 1999
- Volkmar Krauß: 1999
- Volker Zweig: ab 2000[16]

## Persönlichkeiten
- Sebastian Gottfried Starcke (1668–1710), Orientalist, Hebraist und Bibliothekar
- Johann Friedrich Frisch (1715–1778), evangelischer Theologe
- Gotthelf Leberecht Berthold (1796–1851), Schauspieler und Sänger
- Carl Gotthelf Kind (1801–1873), Bergbautechniker
- Julius Braun (1808–1874), Rittergutsbesitzer in Niederlangenau und Politiker, MdL
- Ernst Kaltofen (1841–1922), Holzschnitzer und Bildhauer, geboren in Langenau
- Richard Arwed Pfeifer (1877–1957), Mediziner und Hirnforscher
- Grete Beier (1885–1908), Tochter des damaligen Bürgermeisters von Brand, wurde als letzter Mensch in Sachsen wegen Mordes öffentlich hingerichtet
- Ernst Dudel (1892–1977), Spanienkämpfer und Kommandeur in der XI. Internationalen Brigade (1924: stellvertretender Bürgermeister)
- Bruno Schramm (1894–1959), Kommunist und Spanienkämpfer, geboren in Linda
- Albert Braun (1899–1962), Bildhauer und Restaurator
- Joachim Schlegel (1929–2020), evangelisch-lutherischer Pastor, Theologe und Missionswissenschaftler
- Günter Wirth (1929–2009), Hochschullehrer für Kirchengeschichte, Publizist und Funktionär der CDU der DDR
- Volker Beyer (* 1951), Maler und Bildhauer
- André Tanneberger (* 1973), Musikproduzent und DJ